# Primera División de México 1973-74
La temporada 1973-74 fue la edición número XXXII del campeonato de liga de la Primera División en la denominada "época profesional" del fútbol mexicano. Debía iniciar el 11 de julio de 1973 con el juego entre Guadalajara y Torreón, sin embargo, siendo dos de los ocho equipos inconformes con su sector en el torneo (que decidieron no disputar sus partidos de la primera jornada), se tuvo que posponer el inicio de la campaña. Originalmente todos los equipos rebeldes perdían sus partidos 0-1; no obstante, en una reunión realizada el 17 de julio la Federación Mexicana de Fútbol revocó la decisión original y todos los partidos no jugados fueron reprogramados.
En este torneo el Cruz Azul se proclamó campeón por tercera ocasión consecutiva (único en la historia de los torneos largos con liguilla) sumando el quinto título de su historia, luego de vencer en la final al Atlético Español. De esta manera, concluyó una de sus mejores temporadas, siendo el equipo con la mejor ofensiva, mejor defensiva, mayor diferencia de goles, líder general y levantar el campeonato.
Fue la última temporada con 18 equipos (hasta la temporada temporada 1995-96), pues los semifinalistas de la segunda categoría, Atlético Potosino y Unión de Curtidores fueron invitados a la Primera División para aumentar la cantidad de participantes a 20 clubes en la temporada siguiente, añadiéndose también los Leones Negros de la UdeG, que adquirieron la franquicia de Torreón para poder competir en el máximo circuito por primera vez en la historia de la institución.

## Sistema de competencia
Los dieciocho participantes fueron divididos en dos grupos de nueve equipos cada uno; todos disputan la fase regular bajo un sistema de liga, es decir, todos contra todos a visita recíproca; con un criterio de puntuación que otorga dos unidades por victoria, una por empate y cero por derrota. 
Clasifican a la disputa de la fase final por el título, el primer y segundo lugar de cada grupo. Los equipos clasificados son sembrados en duelos cruzados, es decir el primero de un grupo contra el segundo de otro. Las semifinales y la final serán jugadas a dos partidos con visita recíproca, recibiendo el juego de vuelta el equipo que haya finalizado en mejor posición de la tabla general; el criterio de definición será el marcador global al final de los dos duelos.
En caso de concluir las series empatadas en el marcador global, se procedería a un partido de desempate entre ambos conjuntos en una cancha neutral predeterminada al inicio del torneo; de terminar en empate dicho duelo, se alargaría a la disputa de dos tiempos extras de 15 minutos cada uno, y posteriormente tiros desde el punto penal, hasta que se produjera un ganador. Bajo este mismo formato se desarrolló la liguilla por el no descenso, que enfrentaría a los dos equipos que ocupen la última posición de su grupo. 
Los criterios de desempate para definir todas las posiciones serían la diferencia de goles entre tantos anotados y los recibidos, después se consideraría el gol average o promedio de goles y finalmente la cantidad de goles anotados.

## Equipos participantes

### Ascensos y descensos
| Pos | Ascendido de la Segunda División 1972-73 |
| --- | ---------------------------------------- |
| 1.º | Ciudad Madero                            |

| Pos         | Descendido en la Primera División 1972-73 |
| ----------- | ----------------------------------------- |
| 18° (Prom.) | Pachuca                                   |

### Equipos por entidad federativa
En la temporada 1973-1974 jugaron 18 equipos que se distribuían de la siguiente forma:
| Monterrey San Luis Jalisco Atlas Guadalajara León A. Español Puebla Laguna Torreón Toluca Veracruz Ciudad Madero América Atlante Cruz Azul UNAM Zacatepec | \| Entidad Federativa \| N.º \| Equipos \| \| ------------------ \| --- \| ---------------------------------------------------- \| \| Distrito Federal \| 5 \| América, Atlante, Cruz Azul, UNAM y Atlético Español \| \| Jalisco \| 3 \| Atlas, Jalisco y Guadalajara \| \| Coahuila \| 2 \| Laguna y Torreón \| \| Guanajuato \| 1 \| León \| \| Estado de México \| 1 \| Toluca \| \| Nuevo León \| 1 \| Monterrey \| \| Morelos \| 1 \| Zacatepec \| \| Puebla \| 1 \| Puebla \| \| Tamaulipas \| 1 \| Ciudad Madero \| \| San Luis Potosí \| 1 \| San Luis \| \| Veracruz \| 1 \| Veracruz \| |                                                      |
| Entidad Federativa | N.º | Equipos                                              |
| Distrito Federal | 5 | América, Atlante, Cruz Azul, UNAM y Atlético Español |
| Jalisco | 3 | Atlas, Jalisco y Guadalajara                         |
| Coahuila | 2 | Laguna y Torreón                                     |
| Guanajuato | 1 | León                                                 |
| Estado de México | 1 | Toluca                                               |
| Nuevo León | 1 | Monterrey                                            |
| Morelos | 1 | Zacatepec                                            |
| Puebla | 1 | Puebla                                               |
| Tamaulipas | 1 | Ciudad Madero                                        |
| San Luis Potosí | 1 | San Luis                                             |
| Veracruz | 1 | Veracruz                                             |

### Información de los equipos
| Nombre                 | Sede                      | Estadio                |
| ---------------------- | ------------------------- | ---------------------- |
| América (AME)          | Ciudad de México          | Azteca                 |
| Atlante (ATT)          | Ciudad de México          | Azteca                 |
| Atlas (ATS)            | Guadalajara, Jalisco      | Jalisco                |
| Atlético Español (AES) | Ciudad de México          | Azteca                 |
| Ciudad Madero (CDM)    | Ciudad Madero, Tamaulipas | Tamaulipas             |
| Cruz Azul (CAZ)        | Ciudad de México          | Azteca                 |
| Guadalajara (GDL)      | Guadalajara, Jalisco      | Jalisco                |
| Jalisco (JAL)          | Guadalajara, Jalisco      | Jalisco                |
| Laguna (LAG)           | Torreón, Coahuila         | San Isidro             |
| León (LEO)             | León, Guanajuato          | León                   |
| Monterrey (MTY)        | Monterrey, Nuevo León     | Tecnológico            |
| Puebla (PUE)           | Puebla, Puebla            | Cuauhtémoc             |
| San Luis (SNL)         | San Luis Potosí, S.L.P.   | Plan de San Luis       |
| Toluca (TOL)           | Toluca, Estado de México  | Toluca 70              |
| Torreón (TOR)          | Torreón, Coahuila         | Moctezuma              |
| U.N.A.M. (UNA)         | Ciudad de México          | Olímpico Universitario |
| Veracruz (VER)         | Veracruz, Veracruz        | Luis Pirata Fuente     |
| Zacatepec (ZAC)        | Zacatepec, Morelos        | Agustín Coruco Díaz    |

## Grupos

### Grupo 1
| Pos. | Equipo        | Pts. | PJ | G  | E  | P  | GF | GC | Dif. | Clasificación               |
| ---- | ------------- | ---- | -- | -- | -- | -- | -- | -- | ---- | --------------------------- |
| 1    | Cruz Azul (C) | 49   | 34 | 18 | 13 | 3  | 69 | 35 | +34  | Semifinales de la liguilla  |
| 2    | Monterrey     | 48   | 34 | 22 | 4  | 8  | 65 | 36 | +29  | Semifinales de la liguilla  |
| 3    | Toluca        | 39   | 34 | 14 | 11 | 9  | 53 | 43 | +10  |                             |
| 4    | UNAM          | 37   | 34 | 12 | 13 | 9  | 55 | 42 | +13  |                             |
| 5    | Atlas         | 36   | 34 | 14 | 8  | 12 | 53 | 52 | +1   |                             |
| 6    | Jalisco       | 35   | 34 | 13 | 9  | 12 | 51 | 49 | +2   |                             |
| 7    | Guadalajara   | 34   | 34 | 11 | 12 | 11 | 43 | 45 | −2   |                             |
| 8    | Zacatepec     | 33   | 34 | 12 | 9  | 13 | 48 | 51 | −3   |                             |
| 9    | Laguna        | 28   | 34 | 9  | 10 | 15 | 39 | 54 | −15  | Liguilla por el no descenso |

 Fuente: RSSSF

### Grupo 2
| Pos. | Equipo           | Pts. | PJ | G  | E  | P  | GF | GC | Dif. | Clasificación               |
| ---- | ---------------- | ---- | -- | -- | -- | -- | -- | -- | ---- | --------------------------- |
| 1    | Atlético Español | 41   | 34 | 15 | 11 | 8  | 66 | 47 | +19  | Semifinales de la liguilla  |
| 2    | Puebla           | 40   | 34 | 13 | 14 | 7  | 57 | 40 | +17  | Semifinales de la liguilla  |
| 3    | León             | 40   | 34 | 12 | 16 | 6  | 62 | 44 | +18  |                             |
| 4    | América          | 37   | 34 | 14 | 9  | 11 | 55 | 43 | +12  |                             |
| 5    | Torreón          | 25   | 34 | 8  | 9  | 17 | 47 | 72 | −25  |                             |
| 6    | Atlante          | 24   | 34 | 5  | 14 | 15 | 44 | 67 | −23  |                             |
| 7    | Ciudad Madero    | 23   | 34 | 6  | 11 | 17 | 38 | 75 | −37  |                             |
| 8    | Veracruz         | 22   | 34 | 7  | 8  | 19 | 33 | 53 | −20  |                             |
| 9    | San Luis (D)     | 21   | 34 | 8  | 5  | 21 | 35 | 65 | −30  | Liguilla por el no descenso |

 Fuente: RSSSF

## Tabla general
| Pos. | Equipo           | Pts. | PJ | G  | E  | P  | GF | GC | Dif. | Clasificación               |
| ---- | ---------------- | ---- | -- | -- | -- | -- | -- | -- | ---- | --------------------------- |
| 1    | Cruz Azul (C)    | 49   | 34 | 18 | 13 | 3  | 69 | 35 | +34  | Semifinales de la liguilla  |
| 2    | Monterrey        | 48   | 34 | 22 | 4  | 8  | 65 | 36 | +29  | Semifinales de la liguilla  |
| 3    | Atlético Español | 41   | 34 | 15 | 11 | 8  | 66 | 47 | +19  | Semifinales de la liguilla  |
| 4    | León             | 40   | 34 | 12 | 16 | 6  | 62 | 44 | +18  |                             |
| 5    | Puebla           | 40   | 34 | 13 | 14 | 7  | 57 | 40 | +17  | Semifinales de la liguilla  |
| 6    | Toluca           | 39   | 34 | 14 | 11 | 9  | 53 | 43 | +10  |                             |
| 7    | UNAM             | 37   | 34 | 12 | 13 | 9  | 55 | 42 | +13  |                             |
| 8    | América          | 37   | 34 | 14 | 9  | 11 | 55 | 43 | +12  |                             |
| 9    | Atlas            | 36   | 34 | 14 | 8  | 12 | 53 | 52 | +1   |                             |
| 10   | Jalisco          | 35   | 34 | 13 | 9  | 12 | 51 | 49 | +2   |                             |
| 11   | Guadalajara      | 34   | 34 | 11 | 12 | 11 | 43 | 45 | −2   |                             |
| 12   | Zacatepec        | 33   | 34 | 12 | 9  | 13 | 48 | 51 | −3   |                             |
| 13   | Laguna           | 28   | 34 | 9  | 10 | 15 | 39 | 54 | −15  | Liguilla por el no descenso |
| 14   | Torreón          | 25   | 34 | 8  | 9  | 17 | 47 | 72 | −25  |                             |
| 15   | Atlante          | 24   | 34 | 5  | 14 | 15 | 44 | 67 | −23  |                             |
| 16   | Ciudad Madero    | 23   | 34 | 6  | 11 | 17 | 38 | 75 | −37  |                             |
| 17   | Veracruz         | 22   | 34 | 7  | 8  | 19 | 33 | 53 | −20  |                             |
| 18   | San Luis (D)     | 21   | 34 | 8  | 5  | 21 | 35 | 65 | −30  | Liguilla por el no descenso |

 Fuente: RSSSF

## Resultados
| Local \ Visitante | AME | ATT | ATS | AES | CAZ | GDL | JAL | LAG | LEO | MAD | MTY | PUE | SNL | TOL | TOR | UNM | VER | ZAC |
| ----------------- | --- | --- | --- | --- | --- | --- | --- | --- | --- | --- | --- | --- | --- | --- | --- | --- | --- | --- |
| América           | —   | 2–2 | 2–1 | 3–0 | 2–1 | 0–1 | 2–0 | 1–0 | 4–0 | 1–1 | 0–1 | 0–1 | 1–1 | 1–2 | 2–0 | 2–1 | 3–1 | 3–2 |
| Atlante           | 1–4 | —   | 2–2 | 2–2 | 1–4 | 2–2 | 2–1 | 2–1 | 1–1 | 2–2 | 0–3 | 0–2 | 4–0 | 3–2 | 0–0 | 0–2 | 2–4 | 1–1 |
| Atlas             | 1–2 | 1–1 | —   | 2–2 | 0–2 | 1–2 | 1–1 | 4–0 | 1–1 | 1–2 | 1–3 | 3–2 | 1–0 | 0–1 | 4–1 | 2–0 | 2–1 | 0–1 |
| Atlético Español  | 3–3 | 3–2 | 5–1 | —   | 0–3 | 3–1 | 3–0 | 2–2 | 3–1 | 7–0 | 3–1 | 0–0 | 5–1 | 1–0 | 3–1 | 1–1 | 2–0 | 1–0 |
| Cruz Azul         | 4–2 | 3–2 | 1–2 | 3–3 | —   | 0–0 | 2–1 | 1–1 | 1–0 | 5–0 | 2–0 | 1–1 | 2–0 | 1–1 | 4–1 | 2–2 | 2–0 | 4–0 |
| Guadalajara       | 0–2 | 1–0 | 1–3 | 1–0 | 1–1 | —   | 0–1 | 3–1 | 2–2 | 3–0 | 1–1 | 2–2 | 1–2 | 3–2 | 3–4 | 0–3 | 1–0 | 2–2 |
| Jalisco           | 2–1 | 0–2 | 2–3 | 3–3 | 1–2 | 0–1 | —   | 2–0 | 1–1 | 6–3 | 0–1 | 1–2 | 2–1 | 4–0 | 2–2 | 2–2 | 2–1 | 1–0 |
| Laguna            | 1–1 | 3–2 | 1–0 | 2–0 | 0–0 | 3–1 | 3–3 | —   | 0–1 | 3–1 | 2–4 | 1–4 | 2–4 | 2–2 | 2–0 | 2–0 | 2–0 | 0–0 |
| León              | 2–2 | 2–0 | 1–1 | 2–2 | 2–2 | 4–2 | 2–3 | 1–1 | —   | 1–1 | 2–0 | 4–2 | 3–0 | 7–0 | 4–0 | 3–3 | 3–2 | 3–1 |
| Ciudad Madero     | 0–2 | 0–0 | 1–3 | 0–2 | 1–2 | 0–0 | 2–2 | 2–1 | 1–1 | —   | 3–0 | 1–1 | 1–1 | 1–1 | 4–0 | 0–1 | 3–3 | 1–2 |
| Monterrey         | 2–1 | 3–1 | 0–2 | 2–2 | 1–0 | 1–0 | 0–2 | 1–0 | 2–0 | 3–0 | —   | 4–3 | 2–1 | 1–1 | 3–1 | 1–0 | 1–0 | 0–1 |
| Puebla            | 2–1 | 4–1 | 2–2 | 1–1 | 2–2 | 0–2 | 0–0 | 0–0 | 2–1 | 0–1 | 1–1 | —   | 6–0 | 1–1 | 3–3 | 2–2 | 3–0 | 3–1 |
| San Luis          | 1–0 | 4–1 | 1–2 | 2–3 | 1–2 | 1–1 | 1–2 | 3–0 | 0–0 | 2–1 | 1–5 | 2–1 | —   | 0–2 | 1–0 | 1–1 | 0–1 | 0–1 |
| Toluca            | 2–2 | 0–1 | 3–0 | 3–0 | 3–3 | 1–0 | 0–1 | 1–0 | 0–0 | 4–0 | 2–0 | 0–1 | 2–1 | —   | 3–1 | 2–2 | 3–1 | 1–1 |
| Torreón           | 3–2 | 3–1 | 1–2 | 1–1 | 0–1 | 0–0 | 3–1 | 4–0 | 2–2 | 4–3 | 1–5 | 0–1 | 2–1 | 2–2 | —   | 1–1 | 2–2 | 1–3 |
| UNAM              | 1–1 | 3–3 | 4–0 | 1–0 | 0–2 | 0–0 | 0–0 | 3–1 | 2–3 | 4–0 | 0–4 | 1–1 | 3–1 | 0–1 | 4–1 | —   | 4–0 | 2–1 |
| Veracruz          | 0–0 | 2–0 | 1–2 | 0–0 | 2–2 | 1–3 | 2–0 | 1–1 | 0–0 | 1–2 | 0–2 | 0–1 | 2–0 | 1–0 | 2–0 | 0–1 | —   | 1–1 |
| Zacatepec         | 3–0 | 0–0 | 2–2 | 2–0 | 2–2 | 2–2 | 1–2 | 0–1 | 0–2 | 6–0 | 2–7 | 1–0 | 3–0 | 1–5 | 0–2 | 2–1 | 3–1 | —   |

## Goleo individual
Con 26 goles en la temporada regular, Osvaldo Castro, delantero del América, consigue coronarse por primera ocasión como campeón de goleo.
|     | Jugador               | Club             | Goles |
| --- | --------------------- | ---------------- | ----- |
| 1.  | Osvaldo Castro        | América          | 26    |
| 2.  | Horacio López Salgado | Cruz Azul        | 23    |
| 3.  | Milton Carlos         | Monterrey        | 22    |
| 4.  | Roberto Salomone      | León             | 18    |
| 5.  | Alcindo               | Jalisco          | 18    |
| 6.  | Ricardo Chavarín      | Atlas            | 17    |
| 7.  | Francisco Bertocchi   | Monterrey        | 16    |
| 8.  | Alejandro Romahn      | Atlético Español | 16    |
| 9.  | Juan Carlos Cárdenas  | Puebla           | 16    |
| 10. | Ricardo Brandon       | Atlético Español | 15    |

## Liguilla por el no descenso

#### San Luis - Laguna
| 28 de abril de 1974 | San Luis | 0:0 | Laguna | Estadio Plan de San Luis, San Luis Potosí                       |  |
|                     |          |     |        | Asistencia: 10 000 espectadores Árbitro(s): Mario Rubio Vázquez |  |

| 5 de mayo de 1974                      | Laguna                        | 2:0 (1:0) | San Luis | Estadio San Isidro, Torreón |                             |
|                                        | Eloir Perucci 32' · Miccó 90' |           |          | Árbitro(s): Arturo Yamasaki | Árbitro(s): Arturo Yamasaki |
| San Luis desciende a Segunda División. |                               |           |          |                             |                             |

## Liguilla
|  | Semifinales                                                   | Semifinales                                                   | Semifinales                                                   | Semifinales                                                   |   |           | Final                                                | Final                                                | Final                                                | Final                                                |  |
|  | 27 y 28 de abril de 1974 (ida) 4 y 5 de mayo de 1974 (vuelta) | 27 y 28 de abril de 1974 (ida) 4 y 5 de mayo de 1974 (vuelta) | 27 y 28 de abril de 1974 (ida) 4 y 5 de mayo de 1974 (vuelta) | 27 y 28 de abril de 1974 (ida) 4 y 5 de mayo de 1974 (vuelta) |   |           | 12 de mayo de 1974 (ida) 19 de mayo de 1974 (vuelta) | 12 de mayo de 1974 (ida) 19 de mayo de 1974 (vuelta) | 12 de mayo de 1974 (ida) 19 de mayo de 1974 (vuelta) | 12 de mayo de 1974 (ida) 19 de mayo de 1974 (vuelta) |  |
|  |                                                               |                                                               |                                                               |                                                               |   |           |                                                      |                                                      |                                                      |                                                      |  |
|  |                                                               |                                                               |                                                               |                                                               |   |           |                                                      |                                                      |                                                      |                                                      |  |
|  | Cruz Azul                                                     | 1                                                             | 6                                                             | 7                                                             |   |           |                                                      |                                                      |                                                      |                                                      |  |
|  | Cruz Azul                                                     | 1                                                             | 6                                                             | 7                                                             |   |           |                                                      |                                                      |                                                      |                                                      |  |
|  | Puebla                                                        | 1                                                             | 1                                                             | 2                                                             |   |           |                                                      |                                                      |                                                      |                                                      |  |
|  | Puebla                                                        | 1                                                             | 1                                                             | 2                                                             |   | Cruz Azul | 1                                                    | 3                                                    | 4                                                    |                                                      |  |
|  |                                                               |                                                               |                                                               |                                                               |   | Cruz Azul | 1                                                    | 3                                                    | 4                                                    |                                                      |  |
|  |                                                               |                                                               | Atlético Español                                              | 2                                                             | 0 | 2         |                                                      |                                                      |                                                      |                                                      |  |
|  | Atlético Español                                              | 3                                                             | Atlético Español                                              | 2                                                             | 0 | 2         | 3                                                    | 6                                                    |                                                      |                                                      |  |
|  | Atlético Español                                              | 3                                                             |                                                               |                                                               |   |           | 3                                                    | 6                                                    |                                                      |                                                      |  |
|  | Monterrey                                                     | 4                                                             | 1                                                             | 5                                                             |   |           |                                                      |                                                      |                                                      |                                                      |  |
|  | Monterrey                                                     | 4                                                             | 1                                                             | 5                                                             |   |           |                                                      |                                                      |                                                      |                                                      |  |
|  |                                                               |                                                               |                                                               |                                                               |   |           |                                                      |                                                      |                                                      |                                                      |  |

### Semifinales

#### Atlético Español - Monterrey
| 27 de abril de 1974 | Atlético Español                    | 3:4 (1:2) | Monterrey                                     | Estadio Azteca, Ciudad de México |  |
|                     | Brandon 25' · Manzo 66' · Pardo 85' |           | Álvarez 10' · Carlos 43', 66' · Bertocchi 51' |                                  |  |

| 4 de mayo de 1974                                             | Monterrey       | 1:3 (1:1) | Atlético Español                     | Estadio Universitario, Monterrey |                            |
|                                                               | Peña 35' (pen.) |           | Manzo 44' · Muñante 59' · Romahn 76' | Árbitro(s): Javier Galindo       | Árbitro(s): Javier Galindo |
| Atlético Español avanza a la Final por marcador global de 6:5 |                 |           |                                      |                                  |                            |

#### Cruz Azul - Puebla
| 28 de abril de 1974 | Puebla       | 1:1 (0:1) | Cruz Azul        | Estadio Cuauhtémoc, Puebla de Zaragoza |                                   |
|                     | Alvarado 58' |           | Pérez 23' (a.g.) | Árbitro(s): Abel Aguilar Elizalde      | Árbitro(s): Abel Aguilar Elizalde |

| 5 de mayo de 1974                                      | Cruz Azul                                                                    | 6:1 (2:1) | Puebla     | Estadio Azteca, Ciudad de México                                       |                                                                        |
|                                                        | Vera 5', 90' · Estrada 41' · Franzutti 51' · López Salgado 74' · Andrade 76' |           | Zibecci 7' | Asistencia: 80 000 espectadores Árbitro(s): Alfonso González Archundia | Asistencia: 80 000 espectadores Árbitro(s): Alfonso González Archundia |
| Cruz Azul avanza a la Final por marcador global de 7:2 |                                                                              |           |            |                                                                        |                                                                        |

### Final

#### Ida
| 12 de mayo de 1974 | Atlético Español         | 2:1 (0:0) | Cruz Azul | Estadio Azteca, Ciudad de México |  |
|                    | Romahn 76' · Brandon 79' |           | Vera 86'  |                                  |  |

| 1     | POR   | Enrique Vázquez     |     |
| 2     | DEF   | Jaime García        |     |
| 3     | DEF   | Juan Manuel Álvarez |     |
| 4     | DEF   | José Luis Trejo     |     |
| 5     | DEF   | Jesús Rico          |     |
| 10    | MED   | Manuel Manzo        |     |
| 6     | MED   | Juan Rodríguez Vega |     |
| 8     | MED   | Benito Pardo        |     |
| 7     | DEL   | Juan José Muñante   | 76' |
| 9     | DEL   | Ricardo Brandon     |     |
| 11    | DEL   | Alejandro Romahn    |     |
| D. T. | D. T. | Walter Ormeño       |     |

| 1     | POR   | Miguel Marín            |     |
| 2     | DEF   | Ignacio Flores Ocaranza |     |
| 3     | DEF   | Javier Guzmán           |     |
| 4     | DEF   | Alberto Quintano        |     |
| 5     | DEF   | Javier Sánchez Galindo  |     |
| 6     | MED   | Héctor Pulido           |     |
| 14    | MED   | Luis Estrada            |     |
| 8     | MED   | Alberto Gómez           |     |
| 9     | DEL   | Fernando Bustos         |     |
| 10    | DEL   | Horacio López Salgado   | 68' |
| 11    | DEL   | Eladio Vera             |     |
| D. T. | D. T. | Raúl Cárdenas           |     |

| 14 | MED | Tomás Boy | 76' |

| 7 | MED | Joel Andrade | 68' |

| 76' · 79' | Alejandro Romahn Ricardo Brandón |  |

| 86' | Eladio Vera |  |

| 1     | POR   | Enrique Vázquez     |     |
| 2     | DEF   | Jaime García        |     |
| 3     | DEF   | Juan Manuel Álvarez |     |
| 4     | DEF   | José Luis Trejo     |     |
| 5     | DEF   | Jesús Rico          |     |
| 10    | MED   | Manuel Manzo        |     |
| 6     | MED   | Juan Rodríguez Vega |     |
| 8     | MED   | Benito Pardo        |     |
| 7     | DEL   | Juan José Muñante   | 76' |
| 9     | DEL   | Ricardo Brandon     |     |
| 11    | DEL   | Alejandro Romahn    |     |
| D. T. | D. T. | Walter Ormeño       |     |

| 1     | POR   | Miguel Marín            |     |
| 2     | DEF   | Ignacio Flores Ocaranza |     |
| 3     | DEF   | Javier Guzmán           |     |
| 4     | DEF   | Alberto Quintano        |     |
| 5     | DEF   | Javier Sánchez Galindo  |     |
| 6     | MED   | Héctor Pulido           |     |
| 14    | MED   | Luis Estrada            |     |
| 8     | MED   | Alberto Gómez           |     |
| 9     | DEL   | Fernando Bustos         |     |
| 10    | DEL   | Horacio López Salgado   | 68' |
| 11    | DEL   | Eladio Vera             |     |
| D. T. | D. T. | Raúl Cárdenas           |     |

| 14 | MED | Tomás Boy | 76' |

| 7 | MED | Joel Andrade | 68' |

| 76' · 79' | Alejandro Romahn Ricardo Brandón |  |

| 86' | Eladio Vera |  |

| 1     | POR   | Enrique Vázquez     |     |
| 2     | DEF   | Jaime García        |     |
| 3     | DEF   | Juan Manuel Álvarez |     |
| 4     | DEF   | José Luis Trejo     |     |
| 5     | DEF   | Jesús Rico          |     |
| 10    | MED   | Manuel Manzo        |     |
| 6     | MED   | Juan Rodríguez Vega |     |
| 8     | MED   | Benito Pardo        |     |
| 7     | DEL   | Juan José Muñante   | 76' |
| 9     | DEL   | Ricardo Brandon     |     |
| 11    | DEL   | Alejandro Romahn    |     |
| D. T. | D. T. | Walter Ormeño       |     |

| 1     | POR   | Miguel Marín            |     |
| 2     | DEF   | Ignacio Flores Ocaranza |     |
| 3     | DEF   | Javier Guzmán           |     |
| 4     | DEF   | Alberto Quintano        |     |
| 5     | DEF   | Javier Sánchez Galindo  |     |
| 6     | MED   | Héctor Pulido           |     |
| 14    | MED   | Luis Estrada            |     |
| 8     | MED   | Alberto Gómez           |     |
| 9     | DEL   | Fernando Bustos         |     |
| 10    | DEL   | Horacio López Salgado   | 68' |
| 11    | DEL   | Eladio Vera             |     |
| D. T. | D. T. | Raúl Cárdenas           |     |

| 14 | MED | Tomás Boy | 76' |

| 7 | MED | Joel Andrade | 68' |

| 76' · 79' | Alejandro Romahn Ricardo Brandón |  |

| 86' | Eladio Vera |  |

| 1     | POR   | Enrique Vázquez     |     |
| 2     | DEF   | Jaime García        |     |
| 3     | DEF   | Juan Manuel Álvarez |     |
| 4     | DEF   | José Luis Trejo     |     |
| 5     | DEF   | Jesús Rico          |     |
| 10    | MED   | Manuel Manzo        |     |
| 6     | MED   | Juan Rodríguez Vega |     |
| 8     | MED   | Benito Pardo        |     |
| 7     | DEL   | Juan José Muñante   | 76' |
| 9     | DEL   | Ricardo Brandon     |     |
| 11    | DEL   | Alejandro Romahn    |     |
| D. T. | D. T. | Walter Ormeño       |     |

| 1     | POR   | Miguel Marín            |     |
| 2     | DEF   | Ignacio Flores Ocaranza |     |
| 3     | DEF   | Javier Guzmán           |     |
| 4     | DEF   | Alberto Quintano        |     |
| 5     | DEF   | Javier Sánchez Galindo  |     |
| 6     | MED   | Héctor Pulido           |     |
| 14    | MED   | Luis Estrada            |     |
| 8     | MED   | Alberto Gómez           |     |
| 9     | DEL   | Fernando Bustos         |     |
| 10    | DEL   | Horacio López Salgado   | 68' |
| 11    | DEL   | Eladio Vera             |     |
| D. T. | D. T. | Raúl Cárdenas           |     |

| 14 | MED | Tomás Boy | 76' |

| 7 | MED | Joel Andrade | 68' |

| 76' · 79' | Alejandro Romahn Ricardo Brandón |  |

| 86' | Eladio Vera |  |

#### Vuelta
| 19 de mayo de 1974                                     | Cruz Azul                                   | 3:0 (1:0) | Atlético Español | Estadio Azteca, Ciudad de México                                   |                                                                    |
|                                                        | López Salgado 13' · Bustos 70' · Flores 89' |           |                  | Asistencia: 100 000 espectadores Árbitro(s): Abel Aguilar Elizalde | Asistencia: 100 000 espectadores Árbitro(s): Abel Aguilar Elizalde |
| Cruz Azul campeón de la Temporada 1973-74. Global 4:2. |                                             |           |                  |                                                                    |                                                                    |

| 1     | POR   | Miguel Marín            |     |
| 2     | DEF   | Ignacio Flores Ocaranza |     |
| 3     | DEF   | Javier Guzmán           |     |
| 4     | DEF   | Alberto Quintano        |     |
| 5     | DEF   | Javier Sánchez Galindo  |     |
| 6     | MED   | Héctor Pulido           |     |
| 7     | MED   | Joel Andrade            |     |
| 8     | MED   | Alberto Gómez           |     |
| 9     | DEL   | Fernando Bustos         | 78' |
| 10    | DEL   | Horacio López Salgado   | 66' |
| 11    | DEL   | Eladio Vera             |     |
| D. T. | D. T. | Raúl Cárdenas           |     |

| 1     | POR   | Enrique Vázquez     |     |
| 2     | DEF   | Jaime García        |     |
| 3     | DEF   | Juan Manuel Álvarez |     |
| 4     | DEF   | José Luis Trejo     |     |
| 5     | DEF   | Jesús Rico          |     |
| 10    | MED   | Manuel Manzo        |     |
| 6     | MED   | Juan Rodríguez Vega |     |
| 8     | MED   | Benito Pardo        |     |
| 7     | DEL   | Juan José Muñante   |     |
| 9     | DEL   | Ricardo Brandon     |     |
| 11    | DEL   | Alejandro Romahn    | 69' |
| D. T. | D. T. | Walter Ormeño       |     |

| 14 | MED | Luis Estrada      | 66' |
| 18 | MED | Antonio Gutiérrez | 78' |

| 14 | MED | Tomás Boy | 69' |

| 13' · 70' · 89' | Horacio López Salgado Fernando Bustos Ignacio Flores Ocaranza |  |

| 76' | Raúl Cárdenas |

| Principal | Abel Aguilar Elizalde |

| 1     | POR   | Miguel Marín            |     |
| 2     | DEF   | Ignacio Flores Ocaranza |     |
| 3     | DEF   | Javier Guzmán           |     |
| 4     | DEF   | Alberto Quintano        |     |
| 5     | DEF   | Javier Sánchez Galindo  |     |
| 6     | MED   | Héctor Pulido           |     |
| 7     | MED   | Joel Andrade            |     |
| 8     | MED   | Alberto Gómez           |     |
| 9     | DEL   | Fernando Bustos         | 78' |
| 10    | DEL   | Horacio López Salgado   | 66' |
| 11    | DEL   | Eladio Vera             |     |
| D. T. | D. T. | Raúl Cárdenas           |     |

| 1     | POR   | Enrique Vázquez     |     |
| 2     | DEF   | Jaime García        |     |
| 3     | DEF   | Juan Manuel Álvarez |     |
| 4     | DEF   | José Luis Trejo     |     |
| 5     | DEF   | Jesús Rico          |     |
| 10    | MED   | Manuel Manzo        |     |
| 6     | MED   | Juan Rodríguez Vega |     |
| 8     | MED   | Benito Pardo        |     |
| 7     | DEL   | Juan José Muñante   |     |
| 9     | DEL   | Ricardo Brandon     |     |
| 11    | DEL   | Alejandro Romahn    | 69' |
| D. T. | D. T. | Walter Ormeño       |     |

| 14 | MED | Luis Estrada      | 66' |
| 18 | MED | Antonio Gutiérrez | 78' |

| 14 | MED | Tomás Boy | 69' |

| 13' · 70' · 89' | Horacio López Salgado Fernando Bustos Ignacio Flores Ocaranza |  |

| 76' | Raúl Cárdenas |

| Principal | Abel Aguilar Elizalde |

| 1     | POR   | Miguel Marín            |     |
| 2     | DEF   | Ignacio Flores Ocaranza |     |
| 3     | DEF   | Javier Guzmán           |     |
| 4     | DEF   | Alberto Quintano        |     |
| 5     | DEF   | Javier Sánchez Galindo  |     |
| 6     | MED   | Héctor Pulido           |     |
| 7     | MED   | Joel Andrade            |     |
| 8     | MED   | Alberto Gómez           |     |
| 9     | DEL   | Fernando Bustos         | 78' |
| 10    | DEL   | Horacio López Salgado   | 66' |
| 11    | DEL   | Eladio Vera             |     |
| D. T. | D. T. | Raúl Cárdenas           |     |

| 1     | POR   | Enrique Vázquez     |     |
| 2     | DEF   | Jaime García        |     |
| 3     | DEF   | Juan Manuel Álvarez |     |
| 4     | DEF   | José Luis Trejo     |     |
| 5     | DEF   | Jesús Rico          |     |
| 10    | MED   | Manuel Manzo        |     |
| 6     | MED   | Juan Rodríguez Vega |     |
| 8     | MED   | Benito Pardo        |     |
| 7     | DEL   | Juan José Muñante   |     |
| 9     | DEL   | Ricardo Brandon     |     |
| 11    | DEL   | Alejandro Romahn    | 69' |
| D. T. | D. T. | Walter Ormeño       |     |

| 14 | MED | Luis Estrada      | 66' |
| 18 | MED | Antonio Gutiérrez | 78' |

| 14 | MED | Tomás Boy | 69' |

| 13' · 70' · 89' | Horacio López Salgado Fernando Bustos Ignacio Flores Ocaranza |  |

| 76' | Raúl Cárdenas |

| Principal | Abel Aguilar Elizalde |

| 1     | POR   | Miguel Marín            |     |
| 2     | DEF   | Ignacio Flores Ocaranza |     |
| 3     | DEF   | Javier Guzmán           |     |
| 4     | DEF   | Alberto Quintano        |     |
| 5     | DEF   | Javier Sánchez Galindo  |     |
| 6     | MED   | Héctor Pulido           |     |
| 7     | MED   | Joel Andrade            |     |
| 8     | MED   | Alberto Gómez           |     |
| 9     | DEL   | Fernando Bustos         | 78' |
| 10    | DEL   | Horacio López Salgado   | 66' |
| 11    | DEL   | Eladio Vera             |     |
| D. T. | D. T. | Raúl Cárdenas           |     |

| 1     | POR   | Enrique Vázquez     |     |
| 2     | DEF   | Jaime García        |     |
| 3     | DEF   | Juan Manuel Álvarez |     |
| 4     | DEF   | José Luis Trejo     |     |
| 5     | DEF   | Jesús Rico          |     |
| 10    | MED   | Manuel Manzo        |     |
| 6     | MED   | Juan Rodríguez Vega |     |
| 8     | MED   | Benito Pardo        |     |
| 7     | DEL   | Juan José Muñante   |     |
| 9     | DEL   | Ricardo Brandon     |     |
| 11    | DEL   | Alejandro Romahn    | 69' |
| D. T. | D. T. | Walter Ormeño       |     |

| 14 | MED | Luis Estrada      | 66' |
| 18 | MED | Antonio Gutiérrez | 78' |

| 14 | MED | Tomás Boy | 69' |

| 13' · 70' · 89' | Horacio López Salgado Fernando Bustos Ignacio Flores Ocaranza |  |

| 76' | Raúl Cárdenas |

| Principal | Abel Aguilar Elizalde |

| Campeón Primera División 1973-74 |
| -------------------------------- |
|                                  |
| Cruz Azul                        |
| 5.o título                       |